# Tass (Ungheria)
Tass è un comune dell'Ungheria di 2 997 abitanti (dati 2005). È situato nella contea di Bács-Kiskun.